# Karina Arroyave
Karina Arroyave (Colombia, 16 juli 1969) is een Amerikaans actrice die bekend is van haar rol als Jamey Farrell in de televisieserie 24.

## Filmografie
- 1988-1990 / 1992-1994 - As the World Turns - Bianca Marquez
- 1989 - Lean on Me - Maria
- 1993 - Falling Down - Angie
- 1997 - 187  – Rita Martinez
- 1999 - Chicago Hope: The Golden Hour – Sally Barnes
- 2001-2002 - 24: seizoen 1 – Jamey Farrell
- 2002 - Empire - Cheena
- 2003 - Without a Trace: A Tree Falls
- 2004 - Crash - Elizabeth